# Puchar Polski (województwo pomorskie) w piłce nożnej mężczyzn (2018/2019)
W sezonie 2018/2019 Puchar Polski na szczeblu regionalnym w województwie pomorskim składał się z 4 rund, w której uczestniczyło 16 zespołów: 8 z OPP Gdańsk, 4 z OPP Malbork oraz 4 z OPP Słupsk.
Rozgrywki miały na celu wyłonienie zdobywcy Regionalnego Pucharu Polski w województwie pomorskim i uczestnictwo na szczeblu centralnym Pucharu Polski w sezonie 2019/2020.

## Kluby biorące udział w rozgrywkach
- Radunia II Stężyca - OPP Gdańsk
- Czarni Pruszcz Gdański - OPP Gdańsk
- Start Miastko - OPP Słupsk
- Grom Nowy Staw - OPP Malbork
- Zenit Łęczyce - OPP Gdańsk
- Anioły Garczegorze - OPP Słupsk
- GKS Kolbudy - OPP Gdańsk
- Radunia Stężyca - OPP Gdańsk
- Pomezania Malbork - OPP Malbork
- Gryf Słupsk - OPP Słupsk
- NL6 Gdynia - OPP Gdańsk
- Jantar Ustka - OPP Słupsk
- Spójnia Sadlinki - OPP Malbork
- Powiśle Dzierzgoń - OPP Malbork
- Stolem Gniewino - OPP Gdańsk
- Lechia II Gdańsk - OPP Gdańsk

## Wyniki

### 1/8 finału
| Nazwa              | Wynik            | Nazwa                  |
| ------------------ | ---------------- | ---------------------- |
| Radunia II Stężyca | 1-3              | Czarni Pruszcz Gdański |
| Start Miastko      | 0-1              | Grom Nowy Staw         |
| Zenit Łęczyce      | 3-2              | Anioły Garczegorze     |
| GKS Kolbudy        | 0-2              | Radunia Stężyca        |
| Pomezania Malbork  | 3-3 (karne: 2-4) | Gryf Słupsk            |
| NL6 Gdynia         | 2-4              | Jantar Ustka           |
| Spójnia Sadlinki   | 2-2 (karne: 2-4) | Powiśle Dzierzgoń      |
| Stolem Gniewino    | 3-1              | Lechia II Gdańsk       |

### Ćwierćfianł
| Czarni Pruszcz Gdański | 0-3              | Grom Nowy Staw  |
| Zenit Łęczyce          | 0-1              | Radunia Stężyca |
| Gryf Słupsk            | 2-1              | Jantar Ustka    |
| Powiśle Dzierzgoń      | 3-3 (karne: 2-4) | Stolem Gniewino |

### Półfinał
| Grom Nowy Staw | 3-1 | Radunia Stężyca |
| Gryf Słupsk    | 4-1 | Stolem Gniewino |

### Finał
| 26 czerwca 2019 | Grom Nowy Staw | 0:3 | Gryf Słupsk                                                      |                                                 |
| 17:30           |                |     | 57' Michał Szałek · 69' Łukasz Stasiak (k) · 77' Kacper Jendruch | Stadion Miejskiego Klubu Sportowego Gryf Słupsk |

## Źródła
90minut.pl - http://www.90minut.pl/liga/1/liga10521.html